# Ярки (Калінінградська область)
Ярки (рос. Ярки) — селище Гвардійського міського округу, Калінінградської області Росії. Входить до складу Славинського сільського поселення.
Населення — 51 особа (2015 рік).

## Населення
| 2002 | 2010 |
| ---- | ---- |
| 58   | ↘51  |